# زراعة بيوديناميكية
الزراعة الطبيعية الصرفة أو الزراعة اليبوديناميكية (بالإنجليزية: Biodynamic agriculture)‏، هي شكل من أشكال الزراعة البديلة والتي تشبه إلى حد كبير الزراعة العضوية، ولكنها تشمل مفاهيم مختلفة من الناحية الباطنية مستمدة من أفكار رودلف شتاينر (1861-1925). وُضِعت في البداية في عام 1924، وكانت أول حركات الزراعة العضوية. تقوم هذه الزراعة بمعالجة خصوبة التربة ونمو النباتات ورعاية الماشية كمهام مترابطة بيئيًا.
للديناميكا الحيوية الكثير من القواسم المشتركة مع المناهج العضوية الأخرى؛ فهي تشدد على استخدام السماد العضوي وتستبعد استخدام المواد الكيميائية الاصطناعية على التربة والنباتات. تشمل الطرق الفريدة للنهج الديناميكي معالجة الحيوانات والمحاصيل والتربة كنظام واحد، والتأكيد من بداياتها على أنظمة الإنتاج والتوزيع المحلية، واستخدامها التقليدي وتنمية السلالات والأنواع المحلية الجديدة. بعض الأساليب تستخدم التقويم الفلكي للزراعة والرصد. وتستخدم الزراعة الديناميكية العديد من الإضافات العشبية والمعدنية لإضافات السماد ورش الحقول. يتم إعدادها في بعض الأحيان بواسطة طرق غريبة وغير مألوفة، مثل دفن الكوارتز في الأرض وهو محشو في قرن البقرة، والتي يقال أنها تحصد «القوى الكونية في التربة»، التي هي أقرب إلى السحر المتعارف عليه من الزراعة.
لم يؤكد العلم وجود أي فروقات في النتائج المفيدة بين التقنيات الزراعية الطبيعية الصرفة المعتمدة والممارسات الزراعية العضوية المشابهة والزراعة المتكاملة. تفتقر الزراعة الطبيعية الصرفة إلى الأدلة العلمية القوية على فعاليتها، وقد وُصِفت على أنها علم زائف بسبب اعتمادها على المعرفة الباطنية والمعتقدات الروحانية.
بدءًا من عام 2019، طُبِّقت تقنيات طبيعية صرفة على 202,045 هكتارًا من الأراضي في 55 بلدًا. تمثل ألمانيا 41.8% من إجمالي المساحة العالمي؛ ويبلغ متوسط حصة كل بلد من المساحة المتبقية 1750 هكتار. اتّبعت العديد من مزارع الكروم المشهورة أساليب طبيعية صرفة. ثمّة وكالات لترخيص المنتجات الطبيعية الصرفة، ومعظمها أعضاء في مجموعة ديميتر الدولية للمعايير العالمية المتعلقة بالديناميكا الحيوية.

## التاريخ

### أصل النظرية

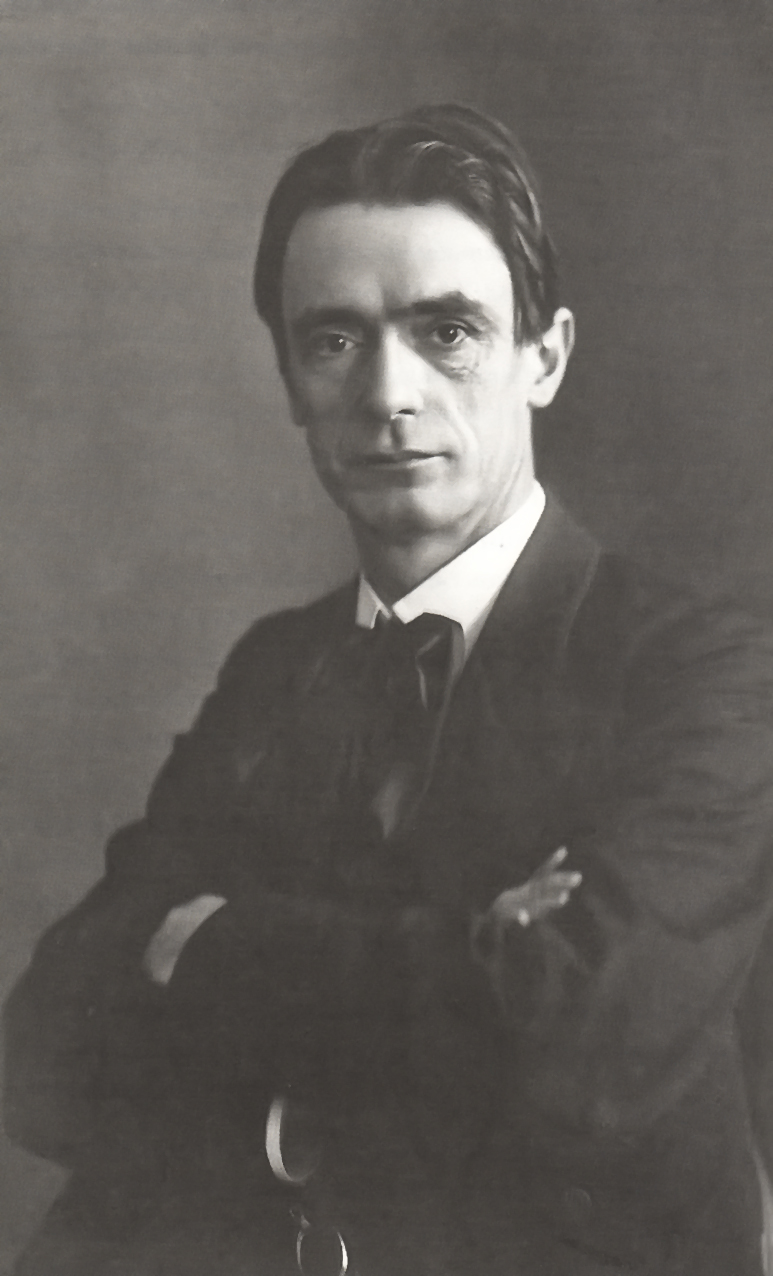
رودلف شتاينر

تُعتبر الزراعة الطبيعية الصرفة من أولى الزراعات العضوية الحديثة. بدأ تطورها عام 1924 بسلسلة من ثماني محاضرات عن الزراعة ألقاها الفيلسوف رودلف شتاينر في قرية شلوس كوبرفايتز في سيليزيا السفلى، ألمانيا (حاليًا كوبيرجيتسي في بولندا). عُقِدت هذه المحاضرات -أول عرض تقديمي معروف للزراعة العضوية- استجابةً لطلب من المزارعين الذين لاحظوا تدهور حالة التربة وتدهور صحة ونوعية المحاصيل والماشية نتيجةً لاستخدام الأسمدة الكيميائية. وكان أقل من نصف الحضور -البالغ عددهم 111- من المزارعين الذي قَدِموا من ستة بلدان مختلفة منها ألمانيا وبولندا في المقام الأول. نُشرت المحاضرات في نوفمبر 1924، وظهرت أول ترجمة إنجليزية عام 1928 تحت عنوان منهج الزراعة (بالإنجليزية: The Agriculture Course).
شدّد شتاينر على أن الأساليب التي اقترحها ينبغي اختبارها تجريبيًا. ولهذا الغرض أسس شتاينر مجموعة بحث باسم «دائرة التجريب الزراعي للمزارعين والبستانيين الأنثروبوسوفيين للجمعية العامة الأنثروبوسوفية». بين عامي 1924 و1939، اجتذبت هذه المجموعة البحثية نحو 800 عضو من جميع أنحاء العالم، بما في ذلك أوروبا والأمريكتين وأستراليا. شُكّلت مجموعة أخرى، «رابطة البحوث في الزراعة الأنثروبوسفية» (بالألمانية: Versuchsring anthorpophischer Landwirte) بإدارة خبير الزراعة الألماني إرهارد بارتش بهدف اختبار آثار الأساليب الطبيعية الصرفة على حياة وصحة التربة والنباتات والحيوانات؛ وقد نشرت المجموعة مجلة شهرية بعنوان ديميتر. ساهم بارتش في تطوير منظمة مبيعات للمنتجات الطبيعية الصرفة -ديميتر الدولية- التي ما تزال قائمة حتى يومنا هذا. في عام 1933، جرى تغيير اسم رابطة البحوث ليصبح الرابطة الإمبراطورية للزراعة الطبيعية الصرفة. وقد حُلَّت الرابطة من قِبل الحزب النازي عام 1941. وفي عام 1931، كانت الجمعية قد ضمّت 250 عضوًا في ألمانيا و109 في سويسرا و104 في بلدان أوروبية أخرى و24 خارج أوروبا. أقدم المزارع الطبيعية الصرفة هي مزرعة فوتساروف في النمسا ومزرعة مارينهوي في ألمانيا.
في عام 1938، نُشِر نص إيرينفريد بفايفار بعنوان «الزراعة الطبيعية الصرفة والبستنة» في خمس لغات - الإنجليزية والهولندية والإيطالية والفرنسية والألمانية؛ وأصبح العمل المعياري في هذا المجال لعقود عدّة. في يوليو 1939، بدعوة من والتر جيمس، البارون نورثبورن الرابع، سافر بفايفار إلى المملكة المتحدة لتقديم مؤتمر ودورات بيتسهانغر الصيفية حول الزراعة الطبيعية الصرفة في مزرعة نورثبورن في كينت. وُصِف المؤتمر بأنه «الحلقة المفقودة بين الزراعة الطبيعية الصرفة والزراعة العضوية بسبب نشر نورثبورن بيانه الرسمي عن الزراعة الطبيعية الصرفة بعد عام من بيتسهانغر بعنوان انظر إلى الأرض وصكَّ فيه مصطلح «الزراعة العضوية» مشيدًا بأساليب رودولف شتاينر. في خمسينيات القرن العشرين، أنشأ هانز مولر طريقة الزراعة العضوية البيولوجية في سويسرا مدفوعًا بعمل شتاينر؛ وقد تطور هذا فيما بعد ليصبح أكبر جهة تصديق للمنتجات العضوية في أوروبا، بيولاند.

### التطورات الجغرافية
تُمارس الزراعة الطبيعية الصرفة حاليًا في أكثر من 50 بلدًا في جميع أنحاء العالم وفي ظروف متنوعة تتراوح بين زراعة المساحات الصالحة للزراعة وزراعة الكروم في فرنسا وإنتاج القطن في مصر. تعتبر مؤسسة ديميتر الدولية وكالةَ الترخيص الأساسية للمزارع والحدائق التي تستخدم الطريقة الطبيعية الصرفة.
- في الولايات المتحدة، يعود تاريخ الزراعة الطبيعية الصرفة حتى عام 1926. اتّبع 39 مزارعًا وبستانيًا في الولايات المتحدة الأمريكية ممارسات طبيعية صرفة منذ عام 1926 حتى عام 1938. تأسست جمعية الزراعة والبستنة الطبيعية الصرفة عام 1938 كشركة تابعة لولاية نيويورك.[18]
- في بريطانيا العظمى، تأسست المؤسسة الزراعية الأنثروبوسفية في إنجلترا عام 1928؛ والتي تدعى حاليًا جمعية الزراعة الطبيعية الصرفة. في عام 1939، عُقد أول مؤتمر للزراعة الطبيعية الصرفة في بريطانيا، -مؤتمر ودورات بيتسهانغر الصيفية حول الزراعة الطبيعية الصرفة- في مزرعة اللورد نورثبورن في كينت؛ وكان إيرينفريد بفايفار مقدم العرض الرئيسي.[19]
- في أستراليا، كان إرنستو جنوني هو أول مزارع طبيعي صرف وانضم في عام 1928 إلى «دائرة التجريب الزراعي للمزارعين والبستانيين الأنثروبوسوفيين» ليتبعه مباشرة شقيقه إميليو جنوني. كانت أول مزرعة طبيعية صرفة لإرنستو جنوني في دالمور، جيبسلاند، ولاية فيكتوريا، في عام 1933. في العام التالي، أسّست آيلين ماكفرسون وشريكها إرنستو جنوني مزرعة ديميتر الطبيعية الصرفة في داندينونغ، ولاية فكتوريا، وقد استُزرِعت بتطبيق مبادئ طبيعية صرفة لأكثر من عقدين. قدّم بوب ويليامز أول محاضرة عامة في أستراليا عن الزراعة الطبيعية الصرفة في 26 يونيو 1938 في منزل المهندسيَن المعمارييَن والتر بيرلي غريفين وماريون ماهوني غريفين في كاسلكراغ، سيدني. منذ خمسينيات القرن العشرين استمر العمل البحثي في معهد الأبحاث الطبيعية الصرفة (بي دي آر آي) في باولتاون بالقرب من ملبورن تحت توجيه أليكس بودولينسكي. في عام 1989 أُسست المنظمة غير الربحية «الزراعة الطبيعية الصرفة في أستراليا».[20][21][22][23][24][25]
- في فرنسا، شُكِّل الاتحاد الدولي لحركات الزراعة العضوية (IFOAM) في عام 1972 بخمسة أعضاء مؤسسين كان من بينها الرابطة السويدية للزراعة الطبيعية الصرفة.[26]
- تضمنت جامعة كاسل قسمًا للزراعة الطبيعية الصرفة في الفترة منذ عام 2006 حتى مارس 2011.[27]
- تأسست كلية إمرسون (المملكة المتحدة) عام 1962 وسُمِّيت تيمنًا بالشاعر الأمريكي والفيلسوف المتعالي، رالف والدو إمرسون. ومنذ ذلك الحين، عقدت دورات تدريبية مستوحاة من فلسفة وتعاليم رودولف شتاينر متضمنة الزراعة الطبيعية الصرفة.

## الفاعلية
اتّسمت البحوث في مجال الزراعة الطبيعية الصرفة بالتعقيد بسبب صعوبة عزل الجوانب الطبيعية الصرفة بشكل انتقائي عند إجراء تجارب مقارنة. وبالتالي، لا توجد مادة قوية تقدم دليلاً على أي تأثير محدد.
يمكن الافتراض عمومًا أن الزراعة الطبيعية الصرفة تتشاطر سماتها مع الزراعة العضوية من منطلق أنها شكل من أشكال الزراعة العضوية، تتضمن هذه السمات «تربة أقل إجهادًا، وبالتالي أوساط التربة المتنوعة والمترابطة بقوة».
توصلت مراجعة للفترة 2009/ 2011 إلى أن الحقول المزروعة زراعة طبيعية صرفة:
- حققت محاصيل نهائية أقل من المزارع التقليدية، بيد أنها حققت كفاءة أفضل في الإنتاج مقارنةً بكمية الطاقة المبذولة
- احتوت أعدادًا أكبر من دودة الأرض والكتلة الحيوية مقارنةً بما احتوته المزارع التقليدية.

كلا العاملين السابقين كانا متشابهين بالنتيجة في الحقول المزروعة عضويًا.